# مظفر امیری
مظفر امیری از سیاستمداران ایرانی بود، که در دوره‌  بیستم به عنوان نماینده ورامین  و ایوانکی در مجلس شورای ملی حضور داشت.